# Marius Theiler
Marius Theiler (né le 23 août 1938) est un athlète suisse, spécialiste du 400 mètres. 

## Biographie
Il remporte la médaille de bronze du relais 4 × 400 m lors des championnats d'Europe de 1962, à Belgrade, associé à ses compatriotes Bruno Galliker, Jean-Louis Descloux et Hansruedi Bruder.

### Palmarès
| Date | Compétition           | Lieu     | Résultat | Épreuve   | Performance  |
| ---- | --------------------- | -------- | -------- | --------- | ------------ |
| 1962 | Championnats d'Europe | Belgrade | 3e       | 4 x 400 m | 3 min 07 s 0 |

### Records
| Épreuve    | Performance | Lieu | Date |
| ---------- | ----------- | ---- | ---- |
| 400 mètres | 47 s 7      |      | 1962 |